# Wappen der russischen provisorischen Regierung

Wappen der russischen provisorischen Regierung

Das Wappen der russischen provisorischen Regierung setzte mit dem Doppeladler die russischen Wappentradition im Jahr 1917 fort. 
Nach der Februarrevolution 1917 wurde der Doppeladler als Symbol Russlands anerkannt. Die juristische Beratung der provisorischen Regierung empfahl diese Wappenannahme. Man sah die Elemente des Zarenreiches als eliminiert an. Der Doppeladler zeigte für diese Kommission keine Verbindung zu der Dynastie der Romanows. Kronen und sonstige Hinweise auf den Adel oder der zaristischen Staatsordnung waren nicht mehr im  Staatswappen. 
Erst 1918 wurde ein neues Staatswappen mit völlig neuen Wappenelementen (Hammer und Sichel usw.) durch eine konstituierende Versammlung geschaffen.
Präsident Boris N. Jelzin führte den Doppeladler am 30. November 1993 erneut ins Staatswappen Russlands ein, aber die Duma bestätigte dieses Wappen erst im Dezember 2000.

## Beschreibung
Der schwarze Doppeladler mit goldenem Schnabel und Ständern ist rotgezungt und silberbewehrt.